# Petroleumbrug
De Petroleumbrug was een brug in het Antwerpse havengebied op de rechteroever van de Schelde. De brug lag over de geul tussen het Hansadok en het Marshalldok.
De Petroleumbrug was een basculebrug van het Strausstype en had een doorvaartbreedte van 35 meter.
Er liep ook een enkelsporige spoorlijn over de brug (spoorlijn 221). De brug stond bijna altijd open voor tankbinnenscheepvaart. Alleen voor een goederentrein of een speciale aanvraag van een busdienst (Polderbussen) of hulpdiensten, sloot deze brug, maar daarna ging de brug weer voor onbepaalde tijd open staan voor het scheepvaartverkeer. Dit was om lange wachttijden voor geladen tankvaart te vermijden en een snellere trafiek te verkrijgen.
Het VHF-kanaal was 26, dit in tegenstelling tot de andere bruggen in de haven van Antwerpen die VHF-kanaal 62 gebruiken.
De brug werd genoemd naar het type bedrijvigheid van vooral het Marshalldok, waar veel petroleumvaart plaatsvindt.
Midden 2008 is de brug gesloopt en blijft alleen de geul met seinmasten inclusief het brugwachtersgebouw over. Er kwam geen nieuwe brug, dus doorgaand spoor en wegverkeer is hier niet meer mogelijk.
Albertbrug · Asiabrug · Berendrechtbrug · Boudewijnbrug · Droogdokbrug · Farnesebrug · Frederik Hendrikbrug · Kattendijkbrug · Kempischebrug · Kruisschansbrug · Lefèbvrebrug · Lillobrug · Londenbrug · Luikbrug · Meestoofbrug · Melselebrug · Mexicobrug · Nassaubrug · Noorderlaanbrug · Noordkasteelbrug · Noordlandbrug · Oosterweelbrug · Oudendijkbrug · Petroleumbrug · Royersbrug · Siberiabrug · Straatsburgbrug · Van Cauwelaertbrug · Willembrug · Wilmarsdonkbrug · Zandvlietbrug · Ophaalbrug Merksem Groot Dok · Ophaalbrug Merksem Klein Dok